# Изенбург
Графството Изенбург (на немски: Grafschaft Isenburg, Ysenburg) е регион в Германия в южен Хесен и Касел. Първата резиденция на Изенбургите е замъка Изенбург в днешния район Нойвид в Рейнланд-Пфалц. Граф Волфганг Ернст I фон Изенбург-Бирщайн е издигнат на 23 май 1744 г. на княз от император Карл VII.
През 1806 г. княжеството Изенбург-Бирщайн влиза в Рейнския съюз и обединява всичките изенбургски владения. През 1815 г. княжеството е към Австрия. През 1816 г. голяма част от него е към Велико херцогство Хесен.

## Линии
- Изенбург се разделя през 1137 г. на:
  - Изенбург, по-късно Изенбург-Браунсберг, разделя се ок. 1210 г. на:
    - Изенбург-Вид (до 1454)
    - Долен-Изенбург, дели се 1502 на:
      - Изенбург-Гренцау (1502 – 1664)
      - Изенбург-Ноймаген (1554 чрез женитба на графовете на Сайн)

  - Изенбург-Кемпених (1197 – 1424)
  - Изенбург-Лимбург (от 1137), дели се 1146 на:
    - Изенбург-Коверн (1146 – 1260)
    - Изенбург-Гренцау (от 1146, дели се 1287 на:
      - Изенбург-Аренфелс (до 1371, чрез женитба на Изенбург-Вид)
      - Изенбург-Клеберг, дели се 1340 на:
        - Изенбург-Гренцау (до 1439)
        - Изенбург-Бюдинген (от 1340, 1442 имперски графове), дели се 1511 на:
          - Изенбург-Ронебург (до 1601)
          - Изенбург-Бирщайн (от 1511) дели се на:
            - Изенбург-Бюдинген (от 1628) дели се 1685 на:
              - Изенбург-Бюдинген, от 1840 князе цу Изенбург-Büdingen (до днес)
              - Изенбург-Вехтерсбах
              - Изенбург-Меерхолц (до 1929)
              - Изенбург-Мариенборн (до 1725)

            - Isenburg-Офенбах (от 1631) дели се 1685 на:
              - Изенбург-Бирщайн, 1744 князе, от 1918 'Изенбург' (до днес)
              - Изенбург-Филипсайх (до 1920)